# Mercedes-Benz South Africa
Mercedes-Benz South Africa (Pty) Ltd. (MBSA) ist eine Tochtergesellschaft der Mercedes-Benz Group und stellt in Südafrika Personenkraftwagen und Nutzfahrzeuge her.

## Geschichte
Im Jahre 1896 wurde der Benz Velo als erstes Auto in Südafrika importiert. Die erste Daimler-Benz-Niederlassung in Südafrika wurde 1954 eröffnet und schloss vier Jahre später einen Vertrag mit Car Distributors and Assemblers (CDA) in East London, um die Baureihen W 120, W 121 und W 180 zu montieren. Zuvor hatte CDA bereits seit 1950 Fahrzeuge der Marken Nash, Fiat, Renault, Land Rover, Hino (Modell Briska), Prince (Modell Miler) und Commer montiert. Weitere montierte Marken waren Standard, DKW/Auto Union und Alfa Romeo.
CDA begann 1962 mit der Produktion von Lastkraftwagen der Marke Mercedes-Benz und wurde 1966 von der United Car and Diesel Distributors (UCDD) (Pty) Ltd übernommen, die zu diesem Zeitpunkt bereits seit vier Jahren alleiniges Vertriebsunternehmen für Mercedes-Benz in Südafrika war.
Mit dem 1973 eröffneten Motorenwerk wurden erstmals Mercedes-Motoren außerhalb Deutschlands gefertigt. Im Jahr 1979 erhielt das Unternehmen Atlantis Diesel Engines eine Lizenz zur Produktion von Nutzfahrzeugmotoren.
Im Jahr 1984 erwarb die Daimler-Benz AG 50,1 % der Anteile an UCCD und änderte den Namen in Mercedes-Benz of South Africa (Pty) Ltd. Erster Geschäftsführer des neuen Unternehmens war Jürgen Schrempp, der mit Unterbrechungen bereits seit 1974 in Südafrika tätig gewesen war. Weitere Anteilseigner des neuen Unternehmens waren die Ernst Göhner Stiftung in der Schweiz (23,4 %) sowie Volkskas (26,5 %), deren Anteile Daimler-Benz 1992 (Volkskas) bzw. 1998 (EGS) übernehmen sollte.
Nach der Fusion des Mutterkonzerns wird Mercedes-Benz of South Africa 1999 zur DaimlerChrysler South Africa (Pty) Ltd. Nach der Trennung des Mutterkonzern wurde DaimlerChrysler South Africa Ende 2007 wiederum zur Mercedes-Benz South Africa (Pty) Ltd.
Das Unternehmen hatte 2013 rund 2700 Mitarbeiter.

## Apartheid
Insbesondere in Folge von Menschenrechtsverletzungen durch das Apartheid-Regime seit dem März 1960 forderte die UN-Vollversammlung und der UN-Sicherheitsrat im August 1963 Südafrika in der Resolution 181 auf, freiwillig auf den Kauf und Handel von Waffen, von Munition aller Arten und Militärfahrzeugen zu verzichten. Weitere freiwillige Resolutionen folgten bereits im gleichen Jahr im Dezember mit der Resolution 182, im Juli 1970 mit der Resolution 282 und schließlich wurde im November 1977 ein verbindliches Waffenembargo mit der Resolution 418 verhängt.
Trotzdem hat Daimler-Benz nach Informationen der Hilfs- und Menschenrechtsorganisation Medico international ab 1978 mindestens 2500 Unimog an die südafrikanische Polizei und South African Defence Force geliefert und diese Fahrzeuge für nichtmilitärisch nutzbar deklariert, obwohl diese Fahrzeuge Dachschießluken, Befestigungsteile für Fremdaufbauten wie Maschinengewehre, Sturmgewehr-Halterungen, Infrarot abweisende Sonderlackierung, schusssichere schlauchlose Reifen usw. aufwiesen.
Beim Bundesbezirksgericht in New York City wurde im Jahr 2002 gegen Daimler-Benz eine Klage eingereicht, die April 2009 zugelassen wurde. Die Sammelklage wurde von Opfern der Apartheid, den Khulumani, wegen Beihilfe zu schweren Menschenrechtsverletzungen angestrebt und richtete sich gegen mehrere internationale Unternehmen, die das rassistische Apartheid-Regime gestützt hatten, darunter war auch Daimler-Benz. Die Kläger reichten die Klage ein, weil Daimler-Benz durch ihre Güterlieferungen das Apartheid-Regime unterstützt hätte. In der Folge wäre die politische Repression gegen den Schwarzen Befreiungskampf unterstützt und die Destabilisierungskriege in ihrer Region verlängert worden. Daimler-Benz  wurde des Weiteren beschuldigt, mit der Polizei bei der Verfolgung von Gewerkschaftern zusammengearbeitet zu haben. Medico international hatte die Klagen gegen den Konzern unterstützt und hat in dem Zusammenhang darauf hingewiesen, dass deutsche Unternehmen und Banken von 1971 bis 1993 durch Geschäfte mit dem Apartheid-Regime einen Gewinn 8,4 Milliarden Deutsche Mark gemacht hätten. Das Bundesbezirksgericht wies im Jahr 2013 die Klage gegen Daimler-Benz ab.

## Modelle
In den 1950er und 1960er Jahren gehörte CDA im Namen seines Kunden Daimler-Benz zu den Kritikern der politischen Richtlinien für den zunehmenden inländischen Produktionsanteil, da damit in Südafrika keine zufriedenstellende Qualität zu erwarten wäre. Im Zuge der verschärften Anforderungen kaufte MBSA zeitweise auch Karosseriebleche bei Volkswagen of South Africa.
Zu den bekanntesten in East London gefertigten Fahrzeugen gehört ein roter Mercedes-Benz S 500 von Nelson Mandela. MBSA-Arbeiter bauten dieses Fahrzeug in unbezahlten Überstunden aus Teilen, die vom Unternehmen kostenlos zur Verfügung gestellt worden waren. Es wurde Mandela 1990 nach seiner Freilassung geschenkt. Heute befindet sich das Fahrzeug im Apartheid-Museum in Johannesburg.
Im Mittelpunkt der Pkw-Produktion steht bereits seit längerer Zeit die C-Klasse. In Südafrika hergestellte Fahrzeuge der C-Klasse wurden und werden auch nach Australien (seit 1997), Japan (seit 2000) und in die USA (seit 2007) exportiert.
Im Jahr 2015 stellte MBSA den einmillionsten Personenkraftwagen her. Im gleichen Jahr wurde in der Lastwagenproduktion (die erst vier Jahre später angelaufen war) ein Stand von 125.000 Einheiten erreicht.
Neben Mercedes-Benz-Modellen wurden von CDA bzw. MBSA auch andere Fahrzeuge hergestellt. Von 1982 bis 2000 produzierte CDA/MBSA Honda-Modelle. Nach dem ersten globalen Joint-Venture zwischen Daimler-Benz und Mitsubishi wurde von MBSA ab 1994 der Colt L200 Pick-up hergestellt. Im Jahr 2006 hielt die Marke Dodge Einzug in das südafrikanische Modellprogramm.

## Sonstiges
Im Juni 2002 wurde das von DaimlerChrysler South Africa geleitete Anti-HIV/Aids-Programm von den Vereinten Nationen ausgezeichnet.